# Axielijst
Axielijst was een lokale politieke partij in de Nederlandse gemeente Haarlem. De partij werd opgericht in november 2005 en kende een linkse signatuur. Zij kwam voort uit de activistenwereld en het verzet tegen gemeentelijke sloopplannen van het Raaks-complex.
Bij de gemeenteraadsverkiezingen op 7 maart 2006 haalde de partij 3,8 procent van de stemmen, waarmee één zetel werd bemachtigd. In mei 2008 werd raadslid Sjaak Vrugt echter geroyeerd door de algemene ledenvergadering en daarmee verloor de partij zijn vertegenwoordiging in de gemeenteraad. Nadat besloten was niet mee te doen met de gemeenteraadsverkiezingen van 2010 is de partij opgeheven.
De partij richtte zich op zelfredzaamheid van de burger, terugdringing van de bureaucratie en het stopzetten van de bouwplannen voor een stadskantoor.